# 崔岦
崔 岦（チェ・リプ、さい りゅう、朝鮮語: 최립、1539年 - 1612年）は、李氏朝鮮の光海君代の文臣、書家。

## 人物
1555年に進士となり、1561年に文科及第、1577年に奏請使の質正官として李氏朝鮮の宗主国である明に赴く。その後、載寧郡守、公州牧使、全州府尹などを歴任し、1595年に判決事を経て刑曹参判に至るが辞職、平壌に隠居する。
崔岦は、朝鮮を征服した後、箕子朝鮮を建国した中国殷王朝の政治家箕子について、「朝鮮における箕子の存在は、周王朝における文王や武王の存在のようだ」と主張し、箕子の功績を賛美し、朝鮮における箕子の存在を誇り、箕子の功績を繰り返し讃えている。